# Rysa (serial telewizyjny)
Rysa – polski serial kryminalny połączony z thrillerem psychologicznym z 2020 r., udostępniany od 15 stycznia 2021 na platformie VOD Ipla, Polsat Box Go. Jego scenariusz oparty jest na powieści Rysa z 2018 r. autorstwa Igora Brejdyganta.
Okres zdjęciowy trwał od lipca do listopada 2020 r., a plan zdjęciowy zlokalizowany był w Warszawie i Gdyni.

## Fabuła
Komisarz Monika Brzozowska (Julia Kijowska) boryka się z zanikami pamięci oraz lękami. W tracie śledztwa wychodzi na jaw, że sama policjantka jest powiązana ze sprawą serii okrutnych zabójstw. We wszystkim wspiera ją jej partner życiowy – Piotr Wasilewski (Maciej Zakościelny).

## Obsada

### Główna
| Aktor                | Rola                                  |
| -------------------- | ------------------------------------- |
| Julia Kijowska       | komisarz Monika Brzozowska            |
| Maciej Zakościelny   | Piotr Wasilewski                      |
| Zuzanna Zielińska    | aspirant Agata Wójcik                 |
| Dawid Ogrodnik       | porucznik Czesław Warecki, oficer ABW |
| Maria Pakulnis       | matka Moniki                          |
| Janusz Chabior       | psychoterapeuta Zenon Zimecki         |
| Kinga Preis          | patolog Grażyna Walińska              |
| Zbigniew Zamachowski | Stasiak, szef Moniki                  |

## Spis serii
| Seria | Seria | Odcinki | Premiera (Polsat Box Go) | Premiera (Polsat Box Go) | Premiera (Polsat Box Go) |
| Seria | Seria | Odcinki | Sezon                    | Premiera serii           | Finał serii              |
| ----- | ----- | ------- | ------------------------ | ------------------------ | ------------------------ |
|       | 1.    | 1–8 (8) | zima 2021                | 15 stycznia 2021         | 15 stycznia 2021         |